# 科斯丘什科街車站
科斯丘什科街車站（英語：Kosciuszko Street station，/kɒzjuːskoʊ/）是美國紐約地鐵BMT牙買加線的慢車地鐵站，設有J線（任何時候停站）、M線（任何時候停站（深夜除外））、Z線（僅繁忙時段的尖峰方向停站）列車服務。

## 車站結構
| P 月台層 | 側式月台 | 側式月台                                                                              |
| P 月台層 | 西行慢車 | ← 往寬街 (默特爾大道) ← 不停靠                                                        |
| P 月台層 | 尖峰快車 | → 無定期服務                                                                          |
| P 月台層 | 東行慢車 | → 往牙買加中心-帕森斯／射手 (黃昏繁忙時段往哈爾西街、其餘時間往蓋茲大道) → → 不停靠 → |
| P 月台層 | 側式月台 |                                                                                       |
| M        | 夾層     | 閘機、車站詢問處、Metrocard自動售票機                                                 |
| G        | 街道層   | 出入口                                                                                |

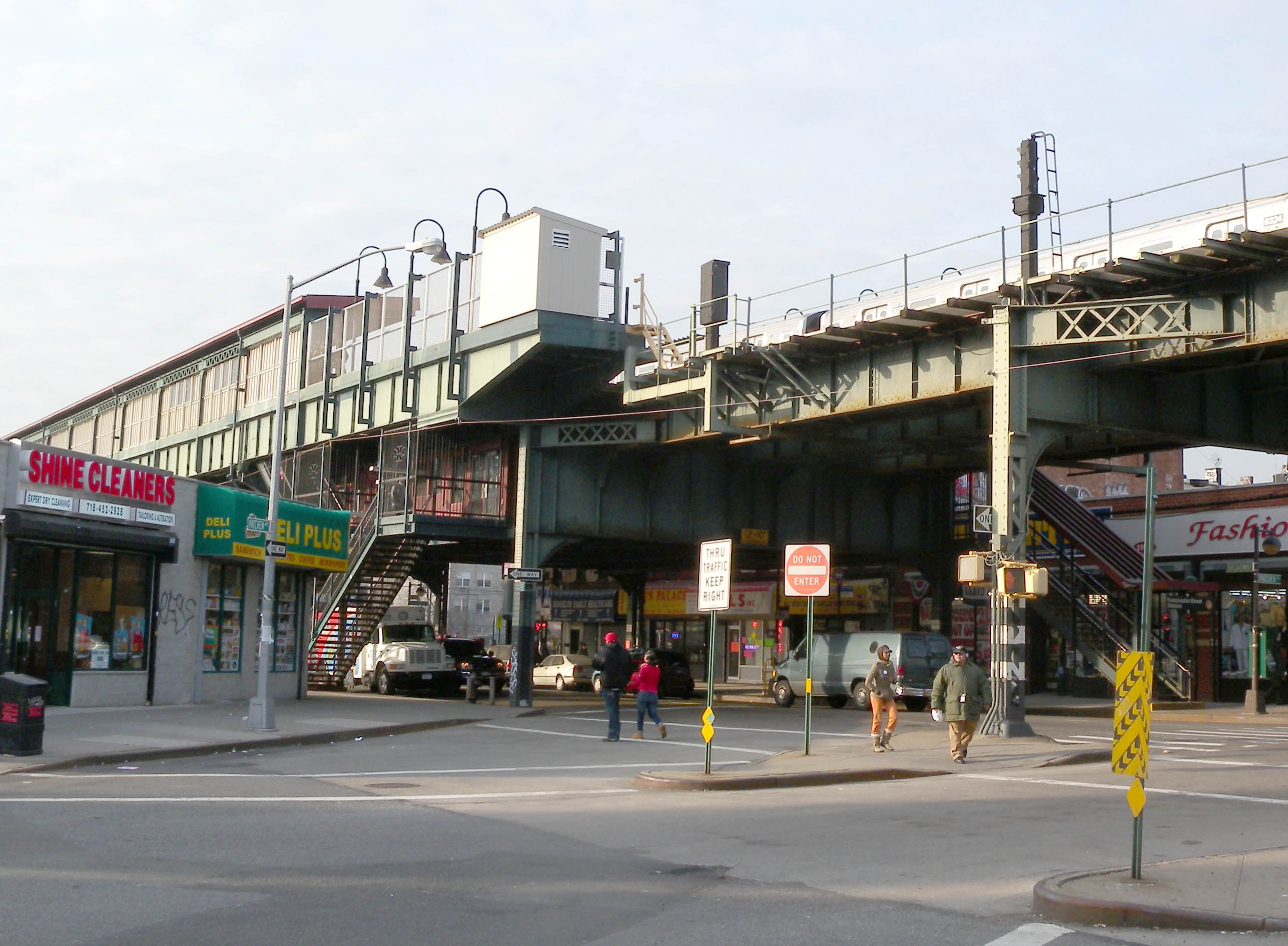
街梯

此高架車站設有兩個側式月台和三條軌道，中央快車軌道不營運。

## 外部連結
- 维基共享资源上的相關多媒體資源：科斯丘什科街車站
- nycsubway.org—BMT Jamaica Line: Kosciuszko Street
- Station Reporter — J train
- The Subway Nut — Kosciuszko Street Pictures （页面存档备份，存于）
- MTA's Arts For Transit — Kosciuszko Street (BMT Jamaica Line)
- Kosciuszko Street entrance from Google Maps Street View （页面存档备份，存于）
- Platforms from Google Maps Street View